# Suramericano de Natación de 2004 - 100 m. Mariposa Femenino
La prueba de 100 m mariposa femenino del campeonato sudamericano de natación de 2004 se realizó el 25 de marzo de 2004, el primer día de competencias del campeonato.

## Medallistas
| Evento         | Oro                                  | Plata                           | Bronce                                 |
| -------------- | ------------------------------------ | ------------------------------- | -------------------------------------- |
| 100 m mariposa | Fabiola Molina · Brasil · 1:02.80 RC | Ivi Monteiro · Brasil · 1:03.49 | María Rodríguez · Venezuela · 1:04.38. |

RC:Récord de Competición.

## Resultados
| Posición | Carril | Nadador           | Tiempo     |
| -------- | ------ | ----------------- | ---------- |
| 1        | 4      | Fabiola Molina    | 1:02.80 RC |
| 2        | 2      | Ivi Monteiro      | 1:03.49    |
| 3        | 3      | María Rodríguez   | 1:04.38    |
| 4        | 6      | Yamile Bahamonde  | 1:05.04    |
| 5        | 8      | Vanessa Dueñas    | 1:05.16    |
| 6        | 7      | Ximena Mascia     | 1:05.73    |
| 7        | 1      | Carolina Colorado | 1:06.55    |
| -        | 5      | María Del Águila  | DES        |